# منطقة خليج سان فرانسيسكو
منطقة خليج سان فرانسيسكو (بالإنجليزية: San Francisco Bay Area)‏ هي منطقة محيطة بخليج سان فرانسيسكو بولاية كاليفورنيا بالولايات المتحدة الأمريكية.

## أعلام
- ويتفيلد كرين
- دون فرنسيس
- كريس نيلسون
- روبن فلمنج
- ريتشارد جاكسون